# بروك أكستيل
بروك أكستيل ناشطة في مجال حقوق الإنسان، كاتبة، متحدثة وفنانة أداء. ظهرت في الذكرى السابعة والخمسين في حفل توزيع جوائز جرامي، حيث قدمت أداءً منطوقًا بعد خطاب ألقاه الرئيس الأمريكي باراك أوباما حول العنف المنزلي وقبل عرض المطربة كاتي بيري المخصص لضحايا العنف المنزلي. جاءت فكرة مشاركتها في هذا الجزء مع الرئيس الأمريكي وكاتي بيري من منتج جرامي «كين إيرليخ».
في مقابلة مع بروبيت- مدونة ثقافية- شهدت بروك بأنها كانت في علاقة مسيئة، وهي التجربة التي ساعدت في تحفيزها نحو ذلك النشاط.
بروك أكتيل الآن مديرة الاتصالات وقيادة الناجين للحلفاء ضد الرق، وهي منظمة غير ربحية هدفها إنهاء الاتجار بالبشر. كما أسست بروك مجتمعًا للشفاء يدعى (سرفيفور هيلينغ اند ايمباورمنت) للناجين من الاغتصاب وسوء المعاملة والاتجار بالجنس والتي تعمل على فكرة تأثير المساواة بين الجنسين لكارتفا- مجتمع يحدد ويمول مبادرات الاستدامة الرائدة في العالم. وهي عضو في مكتب المتحدثين عن الاغتصاب، وإساءة المعاملة، وسفاح المحارم، الشبكة الوطنية (R.A.I.N.N)، وهي أكبر منظمة لاعتداء جنسي في الولايات المتحدة. بروك تعمل أيضًا في مجلس إدارة برنامج (الملجأ)، وهو أول برنامج رعاية علاجية طويل الأجل لـلناجين من الاتجار بالجنس للأطفال في أوستن، تكساس.